# Хор (инструментоведение)
Хор (нем. Saitenchor, англ. course, string course, фр. choeur, rang, ordre, итал. coro) — составной звукообразующий элемент конструкции струнных (лютни, мандолины, цимбал, кобзы и др.), клавишных музыкальных инструментов и органа. Хор у струнных — группа из близко расположенных и настроенных в унисон (реже в октаву) 2—3 струн, защипываемых одновременно. У органа хор — группа труб в микстуре, управляемых одной клавишей. Иногда хором также называют звучание группы однородных инструментов в ансамбле.
Удвоение или утроение струны придаёт инструментальному звуку объём — за счёт биений, возникающих от неидеального, слегка расстроенного унисона; на профессиональном жаргоне этот звуковой эффект называется «разливом». Помимо того, удвоение и утроение струн расширяет динамический диапазон инструмента (возможность более громкого звучания) в среднем и особенно в высоком регистрах.

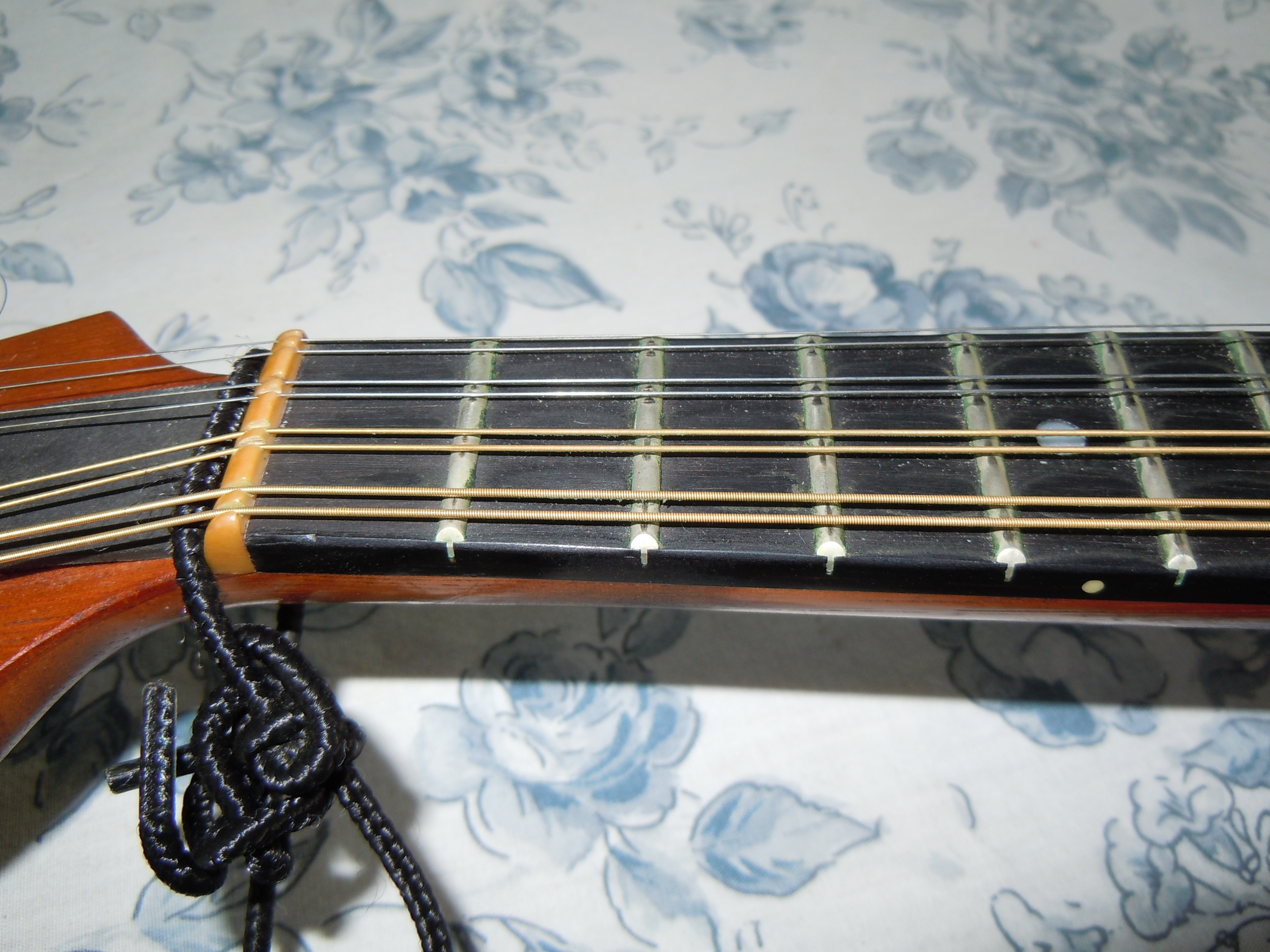
Хоры на мандолине
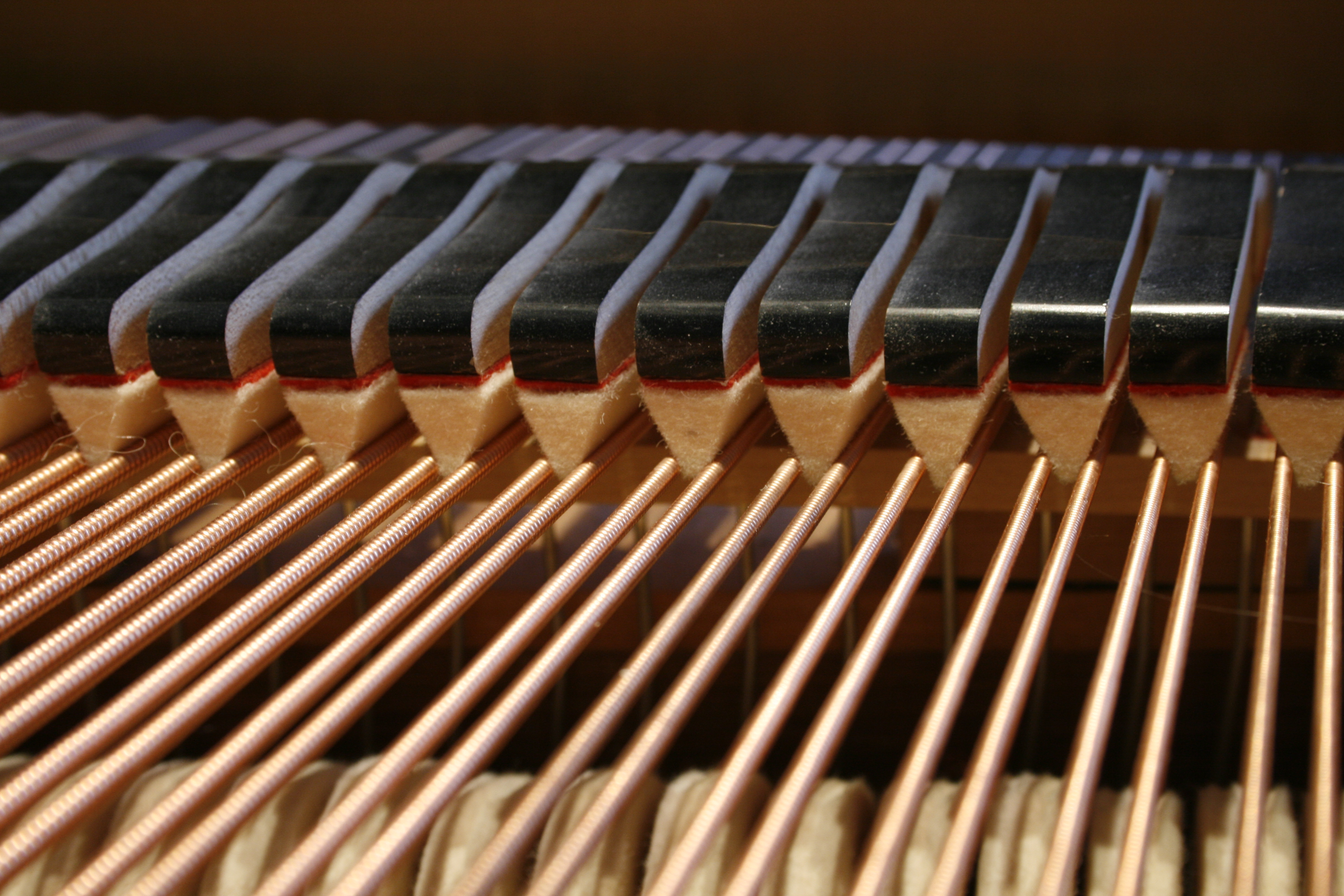
Хоры фортепиано

## Струнные щипковые инструменты
Хорами оснащены многие струнные щипковые инструменты — как традиционные (так называемые «народные»), так и современные: гитерн, виуэла, лютня, цистра (и её разновидности — английская гитара, португальская гитара), уд, саз, мандолина, бузуки и некоторые гитары (12-струнная, барочная и др.). Чтобы указать на разное (унисонное либо октавное) соотношение струн в хоре применяют двойные буквы со штрихами, например, строй 12-струнной гитары обозначают так: Ee Aa dd' gg' b’b' e’e'. Такая запись означает, что четыре её нижние струны в октавном хоре, а хор двух верхних унисонный.
Использование хоров на щипковых инструментах широко практиковалось в XVI—XVIII веках с жильными (кишечными) струнами слабого натяжения.

## Клавишные инструменты
Струнный хор — непременный конструктивный элемент всех современных и старинных фортепиано. Только звуки басового регистра оснащены одной струной; для звуков среднего и высокого регистра используются парные и тройные хоры. Хоры также используются и на других клавишных инструментах, оснащённых струнами (клавесин, клавикорд и их многочисленные исторические разновидности).

## Орган
В современных электроорганах и синтезаторах, имитирующих акустические инструменты, для придания звучанию «естественного объёма» нередко устанавливаются два (редко три) генератора, обслуживающих звук одной и той же высоты. Этой же цели служит специальный эффект обработки звука электронного или электромеханического инструмента, известный как хорус.